# Schöllenen
Schöllenen är en ravin i Schweiz.   Den ligger i kantonen Uri, i den centrala delen av landet, 90 km öster om huvudstaden Bern. Schöllenen ligger 1 243 meter över havet.
Terrängen runt Schöllenen är huvudsakligen bergig. Schöllenen ligger nere i en dal. Runt Schöllenen är det glesbefolkat, med 17 invånare per kvadratkilometer.. Närmaste större samhälle är Erstfeld, 18,8 km norr om Schöllenen. 
Trakten runt Schöllenen består i huvudsak av gräsmarker.